# Major League Baseball 2013
Major League Baseball 2013 inleddes den 31 mars 2013 då Texas Rangers mötte Houston Astros, medan de flesta andra spelade sin första match den 1 april 2013. Grundsäsongen avslutades den 30 september 2013 då Tampa Bay Rays och Texas Rangers möttes i ett playoff för att avgöra vilket lag som skulle gå till slutspel. Slutspelet började med Wild Card-matcherna den 1 oktober 2013 och avslutades med World Series som inleddes den 23 oktober 2013 och avslutades den 30 oktober 2013. Boston Red Sox blev mästare efter att ha besegrat St. Louis Cardinals med 4-2 i matcher.
Inför säsongen gjordes Major League Baseball om så att Houston Astros flyttades över från National League till American League, vilket innebar att varje liga innehöll 15 lag, vardera uppdelade på tre divisioner med fem lag i varje. Som en följd av att varje liga därmed fick ett ojämnt antal lag rullades möten mellan lagen från olika ligor över varje spelvecka istället för tidigare då de så kallade inter-leaguematcherna avgjorts samtidigt under ett fåtal spelveckor. Totalt spelade varje lag 162 matcher, varav 81 hemma och 81 borta, där varje divisionsvinnare gick vidare till slutspel tillsammans med två så kallade "wild card-lag" från varje liga. Wild card-lagen var de två främsta lagen i varje liga som inte kvalificerat sig för slutspel redan.
Slutspelet bestod av fyra omgångar: Wild Card Game, Division Series, League Championship Series och World Series. Wild Card Game bestod av två matcher, där wild card-lagen mötte varandra (inom ligan) i en enkelmatch, där vinnarna gick vidare till Division Series. I Division Series mötte lagen varandra i bäst av fem matcher, där vinnarna gick vidare till League Championship Series, där lagen spelade bäst av sju matcher. Vinnarlagen möttes därefter i World Series, som även den bestod av bäst av sju möten.

## Tabeller
Vardera liga bestod av 15 lag med fem lag i varje division. Totalt 162 matcher spelades per lag, varav 81 lag hemma och 81 lag borta. Från American League gick Boston Red Sox, Detroit Tigers och Oakland Athletics vidare till slutspel som divisionssegrare och Tampa Bay Rays och Cleveland Indians vidare som wild card-lag; från National League gick Atlanta Braves, St. Louis Cardinals och Los Angeles Dodgers vidare till slutspel som divisionssegrare och Pittsburgh Pirates och Cincinnati Reds vidare som wild card-lag. I American League hamnade Tampa Bay Rays och Texas Rangers på samma antal vinster (91 stycken). Detta innebar att de kom på delad andraplats i wild card-rankningen i American League. Detta innebar att Tampa Bay Rays och Texas Rangers spelade en playoff-match för att avgöra vilket lag som fick den andra wild card-platsen i American League.
| East Division     | V  | F  | %    |
| ----------------- | -- | -- | ---- |
| Boston Red Sox    | 97 | 65 | .599 |
| Tampa Bay Rays    | 91 | 71 | .562 |
| Baltimore Orioles | 85 | 77 | .525 |
| New York Yankees  | 85 | 77 | .525 |
| Toronto Blue Jays | 74 | 88 | .457 |

| Central Division   | V  | F  | %    |
| ------------------ | -- | -- | ---- |
| Detroit Tigers     | 93 | 69 | .574 |
| Cleveland Indians  | 92 | 70 | .568 |
| Kansas City Royals | 86 | 76 | .531 |
| Minnesota Twins    | 66 | 96 | .407 |
| Chicago White Sox  | 63 | 99 | .389 |

| West Division                 | V  | F   | %    |
| ----------------------------- | -- | --- | ---- |
| Oakland Athletics             | 96 | 66  | .593 |
| Texas Rangers                 | 91 | 71  | .562 |
| Los Angeles Angels of Anaheim | 78 | 84  | .481 |
| Seattle Mariners              | 71 | 91  | .438 |
| Houston Astros                | 51 | 111 | .315 |

| East Division         | V  | F   | %    |
| --------------------- | -- | --- | ---- |
| Atlanta Braves        | 96 | 66  | .593 |
| Washington Nationals  | 86 | 76  | .531 |
| New York Mets         | 74 | 88  | .457 |
| Philadelphia Phillies | 73 | 89  | .451 |
| Florida Marlins       | 62 | 100 | .383 |

| Central Division    | V  | F  | %    |
| ------------------- | -- | -- | ---- |
| St. Louis Cardinals | 97 | 65 | .599 |
| Pittsburgh Pirates  | 94 | 68 | .580 |
| Cincinnati Reds     | 90 | 72 | .556 |
| Milwaukee Brewers   | 74 | 88 | .457 |
| Chicago Cubs        | 66 | 96 | .407 |

| West Division        | V  | F  | %    |
| -------------------- | -- | -- | ---- |
| Los Angeles Dodgers  | 92 | 70 | .568 |
| Arizona Diamondbacks | 81 | 81 | .500 |
| San Diego Padres     | 76 | 86 | .469 |
| San Francisco Giants | 76 | 86 | .469 |
| Colorado Rockies     | 74 | 88 | .457 |

## Slutspel

### Wild Card Game
- Tampa Bay Rays – Cleveland Indians 4–0
- Cincinnati Reds – Pittsburgh Pirates 2–6

### Division Series
- Boston Red Sox – Tampa Bay Rays 3–1 i matcher
  - 12–2; 7–4; 4–5; 3–1
- Oakland Athletics – Detroit Tigers 2–3 i matcher
  - 2–3; 1–0; 6–3; 6–8; 0–3
- St. Louis Cardinals – Pittsburgh Pirates 3–2 i matcher
  - 9–1; 1–7; 3–5; 2–1; 6–1
- Atlanta Braves – Los Angeles Dodgers 1–3 i matcher
  - 1–6; 4–3; 6–13; 3–4

### League Championship Series
- Boston Red Sox – Detroit Tigers 4–2 i matcher
  - 0–1; 6–5; 1–0; 3–7; 4–3; 5–2
- St. Louis Cardinals – Los Angeles Dodgers 4–2 i matcher
  - 3–2; 1–0; 0–3; 4–2; 4–6; 9–0

### World Series
- Boston Red Sox – St. Louis Cardinals 4–2 i matcher
  - 8–1; 2–4; 4–5; 4–2; 3–1; 4–2

## Källa
- MLB.com